# Recorde SNSM
O Recorde SNSM é uma corrida à vela entre Saint-Nazaire (SN) na Loire-Atlantique e Saint-Malo (SM) na Ille-et-Vilaine para estabelecer um recorde por tipo de veleiro segundo um percurso homologado com um total de 284 milhas.
Programada em Julho de cada ano a SNSM utiliza voluntariamente um acrónimo com duplo sentido já que é SNSM sempre foi o acrónimo da  Société Nationale de Sauvetage en Mer  (Sociedade nacional de salvamento no mar) -  que beneficia de metade do valor das inscrições a esta prova. A importância da sociedade é tal que entre Saint-Nazaire e Saint-Malo ela possui mais de 56 postos de socorro atendendo a que é zona é perigosa para a navegação marítima.
Para aumentar os benefícios da SNSM,  durante toda a semana que dura a prova, organizam-se manifestações populares que são muito corridas. 
A prova é aberta a todos os veleiros com mais de 6,50 m, pilotados por profissionais da pesca ou amadores, a dois ou em equipagem

## Lista de recordes
Ver lista de recordes na versão francesa fr:Record SNSM